# Sankt Gertrud
Sankt Gertrud var en helgeninde fra Brabant, der levede fra 626 til 659. Hun var datter af den frankiske konge Pipin den ældre. I kunsten vises hun med en model af en kirke og et hospital. Det hentyder til hendes virksomhed som kirkebygger og hendes godgørenhed for fattige og syge. Hun forbindes desuden med mus, hvorfor man tidligere på hendes helgendag, 17. marts, stak sedler med hendes navn ned i alle muse- og rottehuller og troede, at de uønskede gnavere ville forsvinde.
Udtrykket "glansen er gået af Sankt Gertrud" stammer muligvis fra 1807, hvor området omkring Sankt Gertruds Stræde var særligt hårdt ramt af Københavns bombardement.[kilde mangler] Lignende udtryk kendes dog fra tidligere om andre helgener, Peder Syv anfører i 1682: "Ingen forsmaa Sankt Anna for Guldet er af hende".[kilde mangler]